# Platysenta intermittens
Platysenta intermittens är en fjärilsart som beskrevs av Walker 1858. Platysenta intermittens ingår i släktet Platysenta och familjen nattflyn. Inga underarter finns listade i Catalogue of Life.